# 切尾巴战斗
红军长征吴起镇“切尾巴”战斗，是1935年中央红军二万五千里长征抵达陕北苏区吴起镇后，10月19日至21日阻擊、消滅追擊的国民党骑兵部队的一场战斗。

## 历史
1935年9月9日长征途中的红军发生“草地密电事件”之后，中共中央随红军右路军的红一、红三军团单独北上，翻过岷山到达哈达铺后，红军7000余人整编为中国工农红军陕甘支队，彭德怀任司令员，毛泽东兼任政委，两人一起随大部队行军活动，指挥了腊子口、直罗镇、红军东征等历次战役战斗，直至1936年红一方面军西征战役，毛泽东才留在后方，由彭德怀在前线独立指挥作战。
1935年10月，蒋介石致电在陕甘宁一带围堵红军长征各部：“朱毛赤匪长途行军，疲惫不堪，企图进入陕北会合刘志丹”，各部要“前往堵截，相机包围，予以歼灭”。在陇东拦截围堵红军长征的何柱国东北军骑兵军所辖的白凤翔骑兵第6师3个骑兵团，骑兵第3师副师长张诚德率领两个骑兵团，宁夏军阀马鸿宾第35师的马培清骑兵团尾追中央红军。为确保长征红军与陕北红军胜利会师，毛泽东提出决不能把尾追长征红军的敌军带进陕北根据地。彭德怀与周恩来、叶剑英共同拟定发给前线作战部队及毛泽东的作战电报，在作战电报中分析该地区地理环境特点时，写了“山高路远沟深”一句电文。1935年10月6日、13日和16日，毛泽东分别电告彭德怀如何备战、争取在吴起镇、金汤镇集结休息等情况。10月17日毛泽东致电彭德怀拟在铁边城以东地区消灭追敌。
10月19日，“陈赓为团长的中央干部团担任狙击敌骑追击的任务。陈赓命肖应棠率三个班共48人埋伏在距铁边城约十华里的王畔子东西两个山坡上待机歼敌。”10月19日毛泽东致电彭德怀：:94“一纵队本日到吴起镇及其前后十五里地区，明二十日以作战姿态在此休息一天。二、三纵队明日宜靠近吴起镇在其以南二十里左右地区。”“吴起镇已是苏区边境，此地以东即有红色政权，保安城闻有红色部队，但吴起镇、金汤镇之间之金佛坪有地主武装百余守堡，拟派队消灭之。”当日毛泽东另电再告彭：“为便于与追敌作战，二纵队明日应移至吴起镇西北地区之彭家台、朱家梁、郭家沟一带宿营；三纵队明日应移至吴起镇东北地区之彭家沟门、走马台、刘家坪一带宿营。请你来吴起镇。”要彭把部队交给“叶邓”(即陕甘支队参谋长兼第三纵队司令员的叶剑英和第三纵队政委邓发)掌握。时任陕甘支队政治部副主任的杨尚昆回忆决策经过：:151“我们刚到陕甘苏区，敌人的骑兵也跟着追来了。毛主席召开了一个小会。他在会上说:我们这么一大堆人跑来，如果不把跟来的敌人打退，让他们也进人陕甘苏区，使苏区人民遭殃，我们就对不住苏区的人民。所以，一定要下决心在这里打一个胜仗，最少是把敌人打退，不让他们跟着进苏区。”时任陕甘支队一纵队政委聂荣臻同毛泽东、彭德怀、林彪等在吴起镇研究敌情，商讨打击追敌的作战部署，聂回忆决策经过：:292-293“毛泽东同志认为，让敌人的骑兵一直跟进陕北，对我们很不利，总是被动。他给我们交代，要想办法打它一下，要我到前面去看看情况再下决心。当天下午我们跑到前边阵地上看了看，看究竟打得赢打不赢。我心想，把敌人带到陕北去也确实不好呀！傍晚回来，我向毛泽东同志作了汇报，我说，我们应该出击。敌人骑兵也就是几千人，别看他在马上气势汹汹，真正打起来，他就不行了。他一定要下马和我们作战，还要招呼马匹，战斗力就会下降。毛泽东同志同意第二天早晨出击。”时任陕甘支队第二纵队参谋长的肖劲光回忆决策经过：“到吴起镇的第二天，毛主席召集一、二纵队的领导同志开会，部署了“切尾巴战斗”。他亲自向我们交待了任务，要我们在山川间布置一个口袋阵，让敌人钻进口袋后歼灭之。陕北地处黄土高原，山梁起伏，大川沟壑纵横，地形很有利于打伏击战。”据《吴旗县志》记载决战前的决策经过：

10月19日毛泽东随一纵队（引者注：一纵队由红一军团改编）首先抵达陕北革命根据地吴起镇，随后彭德怀率二、三纵队（引者注：二纵队由红三军团改编，三纵队为中共中央机关、中央军委纵队、国家政治保卫局、总政治部、干部团、红军总直属队等非战斗人员的行军编制）也进抵吴起镇附近宿营。当天晚上，毛泽东主持召开了团以上干部会议，研究对策。当时在一些干部中，对打还是不打，意见并不一致有一部分人不主张打，认为红军长途行军，大家都很疲劳，情况又不熟悉，没有把握，等把敌人引进苏区，了解情况后再打。毛泽东和许多同志则认为要打。毛泽东同志分析指出：我们疲劳，敌人也疲劳，吴起是山区，不利于骑兵作战，况且我们已有打骑兵的经验(主要指在甘肃静宁界石堡消灭东北军三个骑兵连的经验);另外，我们已经到了陕北革命根据地，有良好的群众基础。根据这些有利条件最后决定：不仅要在吴起打这一仗，而且一定要打好，决不能把敌人带进苏区来。

10月20日，东北军骑兵“白部凭借人多势众，装备精良，气势汹汹顺头道川奔驰而下。黄昏时，敌三师（引者注：即东北军的骑兵第3师）两个骑兵团进入红军包围圈，埋伏于杨城子山坡上的红军一纵四大队(引者注：陕甘支队第一纵队的杨成武部)约600人趁敌不备，突然发起攻击，经过两个多小时的激战，打死打伤敌军400余人，缴获战马100余匹。”10月20日彭德怀赶到吴起镇，与毛泽东会合。根据彭德怀等人制定的作战方案，1935年10月20日夜，彭德怀亲自部署和指挥中国工农红军陕甘支队（原红一方面军缩编改称）第一纵队和第二纵队在吴起镇西北部的五里沟口、大峁梁一带设下埋伏。10月20日，中央红军向赤安县六区一乡（当时吴起镇属该乡）苏维埃主席刘景权提出要二十来副担架，再弄些粮和菜，并说明天要打仗，担架最要紧。
10月21日决战打响。毛泽东此时与彭德怀在一起，相互间用不着再打电报。据伍修权回忆，毛泽东“本来在安全地点，由于非常关心作战情况，下午四五点钟，带了警卫员和通讯班到指挥地。我们陪着毛主席直到阵地，他不断用望远镜观察情况，又用心倾听枪声的方向”，最后“才比较放心地回到宿营地”。时任陕甘支队政治部副主任的杨尚昆回忆：“彭德怀同志在前面指挥作战。战斗开始后，我们跟毛主席到附近山上去观看作战情况。到了山上只听到稀稀拉拉有点枪声，很快就停止了。当时大家很着急，不清楚是怎么回事。没有多久，传令兵来报告说，已消灭敌军一个骑兵营，主力正在追击敌军，可见作战相当顺利。后来知道，彭德怀是乘敌军下了马，从深沟中牵着马艰难地往源上走的时候，用伏兵突然压下去，一下子就把敌军压垮了”“毛主席十分高兴，写下了那首很有名的六言诗，赠给彭德怀同志: 山高路远坑深，大军纵横驰奔。谁敢横刀立马?唯我彭大将军!前两句是讲战场地貌和我军的英勇气概，后两句是称赞彭德怀。后来，彭德怀同志把最后一句改为‘唯我工农红军’。”据毛泽东的警卫员陈昌奉回忆毛泽东的指挥位置：“打骑兵的那天，我跟着毛主席站在一个手头上。那里的山峰象剃得光光的和尚头一样，几乎没有一棵树木、一巴掌草地。战斗开始了，我们的机枪哇哇地响了起来，只见那许多失去了指挥、受惊的马群，在山中乱跑乱窜，怪声地嘶叫着。我们的火力很密集，就算是千里马也逃不过那像雨一样‘嗖’‘嗖’的子弹。”时任陕甘支队一纵队政委聂荣臻同林彪指挥第一纵队在二道川之唐儿湾、刘家亭子一带击溃向吴起镇迂回前进之敌第三十五师骑兵团马培青部，聂回忆决战经过：“十月二十一日，二纵队在左翼，一纵队（引者注：司令员林彪、政委聂荣臻）在正面，向正迂回吴旗镇西北部的敌三十五师骑兵团的两千多骑兵出击，果然，我们出击不久，敌人就垮了。随后，我们在杨城子以西，在齐桥、李新庄间，分别阻击敌三十二师和三十六师的两个骑兵团，又将敌人击溃。敌人骑兵这次垮了以后，一段时间再没有敢来侵犯。我们将先后俘获的敌人的马术教宫、兽医以及会钉马掌修马鞍具的工人都补充了我们的骑兵队伍，我们的骑兵连就更充实了。”时任陕甘支队第二纵队参谋长的肖劲光回忆决战经过：“我们在吴起镇以西敌人必经的一条大川中埋伏下，一纵队在正西，我二纵队在左翼。大家憋足了劲，准备狠狠打它一下。但这一仗收获不算大，原因一是敌人发现了我们有埋伏，掉头就跑;二来他们是骑兵，跑起来快的很，不容易追上。结果只消灭了大约一个团的兵力。”据陕甘支队一纵队四大队政委杨成武回忆：“经过甘南急行数百里的红军部队，减员不少，给养困难，又初到天气寒冷的西北地区，极需休整。但是为了保卫边区人民的革命胜利果实，中央军委决定，给敌人一次沉重的打击。毛主席亲自指挥了这一仗”“这是十月的一天早晨，秋高气爽，太阳还没有升到头顶，毛主席率领部队进入吴起镇一带的山头阵地。我们一纵队四大队担负着迁回敌人左侧的任务，一路上只见兄弟部队也都进入各自的伏击阵地。”据《吴旗县志》记载的决战经过：:688-690“7时左右，一纵队二大队（引者注：大队长李英华、政委邓华）在二道川塔儿湾首先对敌三十五师骑兵团发起攻击，敌军大乱，敌团长马培清随即把兵力撤到二道川与头道川的山梁上，窥视方向，准备逃跑。当逃窜未及10华里时，又遭到红军一纵（引者注：司令员林彪、政委聂荣臻）主力的伏击，敌警戒连瓦解。这时战斗全面打响，红军左右两翼配合作战，截住白凤翔第六师的一个骑兵团，将其全部缴械，其余被我击溃。白率残部调头逃命，红军追击50余里。敌马培清的骑兵团亦被红军在山梁上打得七零八落，即率残部向元城子方向逃窜。在齐桥，又遭埋伏在三道川的一纵二大队的伏击，经过激战歼敌50余人，缴获战马20余匹。”
据马鸿宾第35师的骑兵团第一营营长卡得云回忆的国军角度的战斗经过：战斗前两天战果不大，决定性的战果出现在第三天，是因为宁马逃得太快，所以红军才得以收缩兵力，抓住机会以重兵打击轻敌冒进东北军郭希鹏骑3师、白凤翔骑6师，取得歼灭性战果。“何连湾战斗后第三天，我们到达陕北吴起县境内。马培清命我从头道川前进(头、二、三道川均为吴起县北洛河上游从西到东排列的支流)。我营进入头道川口时，派出的20名骑兵被红军伏击部队击溃，二人死亡，其余飞马跑回。我不敢继续前进，把部队撒到了二道川与头道川之间的山梁上。我在梁上用望远镜眺望时，发现头道川的山林中到处是红军的伏击部队。”“次日晨，我们几个营长向马培清请示怎么办。马说，人家(指白凤翔师长)要打，我们也得打。遂命我营为骑兵团前卫，顺着中间梁前进，第二营马振川部和四营周满祥部进入二道川。马培清则率团直属部队同第三营马文祥部在中间梁上指挥。约在上午8时，头、二道川与中间梁上的部队先后与红军接触，红军边打边撤。这时，马培清从中间梁来到二道川，命令我和第三营把马留下，徒步前进，利用地形作战。战斗紧一阵松一阵，断断续续；直到天黑，双方均无大的伤亡，我们奉马培清之命开始撤退。”第三天10月21日“上午8时左右，东北军又与红军接触，红军节节后退，东北军步步前进。马培清即命骑兵团以我营为前卫，顺中间梁向前推进。不久，我营即与红军约二个连接触，红军仍边打边撤，我们则推进了十几华里。”“就在我们宿营的时候，红军趁天黑从远距离迂回，对我们实行大包围，发动突然袭击。在红军的强大火力下，马部大乱，有的骑马逃跑，有的因马卸了鞍子，只有撒腿奔逃;卸了鞍子的马，这时也被惊跑。好在马向枪声响处的反面跑来，大部分在以后仍收容回来。突围之后，马培清命令部队分别占领了3个山头。这时，红军将我们丢开，转向头道川，协同与东北军郭师（指郭希鹏的骑3师）激战的另一支红军作战。双方激战约两小时，郭师的两个骑兵团全部被缴械俘虏。”“马培清一看东北军惨败，立即率骑兵团向元城子方向撤退。第四营因部队基本上跑散了，首先撤退，其余按第二营、团部、第三营、第一营的顺序沿中间梁撤退。但后退不到10华里，另一批红军又从三道川扑来，截断了我们的退路，与周满祥营接触。枪声一响，只见满山遍野都是红军。此时，我们已成惊弓之鸟，拼命奔逃，马培清的骑兵团已被打得七零八落，终于冲了出来。我营阵亡士兵7人，负伤13人，死马十多匹，团部和第三营略有伤亡;第二、第四营损失很大。”“在我们冲出之后，截击骑兵团的红军部队又挥师头道川，截住了东北军白凤翔的一个骑兵团，将其全部缴械，彻底解决。釜此，白凤翔原属3个团被歼灭了一个团，郭希鹏师原属2个团全部被歼，白、郭率残部向庆阳逃去，马培清也率残部向曲子镇集结。第三十五师堵击红军以失败告终。”
10月21日，毛、彭联名致电前出掌握战场的林彪和聂荣臻询问战果，“明二十二日在吴起镇附近休息一天。一、二纵队和支队部各备足三天粮食。”

## 结果
从10月21日晨7时战斗打响，到9时多结束，消滅骑3师的2个骑兵团，骑6师的1个骑兵团，击溃骑6师的两个骑兵团和第35师马培清骑兵团。共殺伤国民革命军骑兵400余人，俘虏1000余人，缴获战马1600余匹，还有迫击炮、重机枪数十门(挺)及大量骑兵装具，用于组建了中央红军骑兵部队。吴起镇一役，红军士兵陣亡200余人，其中有原红四团参谋长一纵二大队队长李英华，其陣亡後由梁兴初继任大队长。
10月22日在杨青川的葫芦台，约近千名国民革命军俘虏，帽沿都朝后，背着没栓的枪，红军领导向他们宣傳抗日救国，动员他们加入红军。当天中央红军给定边县革命委员会主席王玉海领导的定边县游击队30支七九枪、套筒枪。陕甘支队司令部、政治部及红军医院驻吴起镇彭沟门，伤员中有20余人不治陣亡，以后埋在了刘坪。
11月3日，中共中央率领陕甘支队进抵甘泉县下寺湾，召开了中共中央政治局下寺湾会议，决定了长征抵达陕北后的党政军组织形式与当前策略与任务。

## 纪念
2018年7月3日陕西省人民政府宣布：延安市吴起县吴起街道刘河湾村胜利山的“切尾巴”战斗遗址列为第七批陕西省文物保护单位。

### 关于此次战斗的毛泽东诗词
《彭德怀自述》中写：

有人说：‘在1935年党的遵义会议确立了毛泽东同志在全党全军的领导地位以后，彭德怀在大部分时期仍然反对毛泽东同志的领导，并且在党内、军队内进行分裂活动。’这些莫须有的罪名，究竟有什么事实作根据呢？是完全没有事实作根据的。相反，在红军到达陕北吴起镇时，击败追敌骑兵后，承毛泽东同志给以夸奖：‘山高路险沟深，骑兵任你纵横。谁敢横枪勒马？惟我彭大将军！’（标点是我加的）我把最后一句改为‘惟我英勇红军’，将原诗退还毛主席了。从这诗中也可以看出，不仅没有什么隔阂，还表现了相互信赖。

由胡乔木主持编辑，中央文献研究室编辑的《毛泽东诗词集》1986年由人民文学出版社出版，首次将该诗收入其中正式公开发表，并增加题目为《六言诗 给彭德怀同志》：

　　山高路远坑深，大军纵横驰奔。

　　谁敢横刀立马？唯我彭大将军！

《毛泽东诗词集》的官方编者注释中介绍这首诗的写作背景：“中央红军主力到达陕北吴起镇时，宁夏马鸿逵、马鸿宾的骑兵跟了上来，毛泽东和彭德怀拟写了一份电报，主张给马家骑兵一个打击，以防把敌人带进根据地，电文有‘山高路远沟深’句。击败追敌骑兵后，毛泽东写了这首诗，首句即用电文句，但改‘沟深’为‘坑深’。据《彭德怀自述》一书第二○六至二○七页说，彭收到这首诗后，把诗的末句‘唯我彭大将军’改为‘唯我英勇红军’，然后将原诗送还了毛泽东。” 同时，编者又交代：“这首诗最早发表在一九四七年八月一日《战友报》（冀鲁豫军区政治部主办）。”
王焰为组长的“《彭德怀传》编写组”在官方《彭德怀传》中采用的是《彭德怀自述》的该诗版本：

彭德怀从二、三纵队驻地到吴起镇与毛泽东商议红军行动方针时，忽得报，一路尾随红军之马鸿宾、马鸿逵和东北军的骑兵部队又来进犯。毛泽东说：“我们打退追敌，不要把敌人带进根据地。”这句话成为红军的口号。在彭德怀的指挥下，红军指战员奋起迎战，10月21日在吴起镇西南山上，将马鸿宾的三十五师骑兵团打了个措手不及，纷纷落马溃逃。这时，东北军白凤翔部来犯，其骑兵先头团又被红军打垮，掉头逃命。另外三个团也同时被击溃。红军经过此次战斗，结束了敌人的追剿。“就在这时，毛泽东诗赠彭德怀，赞扬他卓越的军事才能和无畏的作战精神：山高路险沟深，骑兵任你纵横。谁敢横枪勒马？惟我彭大将军！”

《彭德怀传》的脚注特地说明：“现无原稿核对。本书采用的是《彭德怀自述》中的写法。”